# Motor de gas

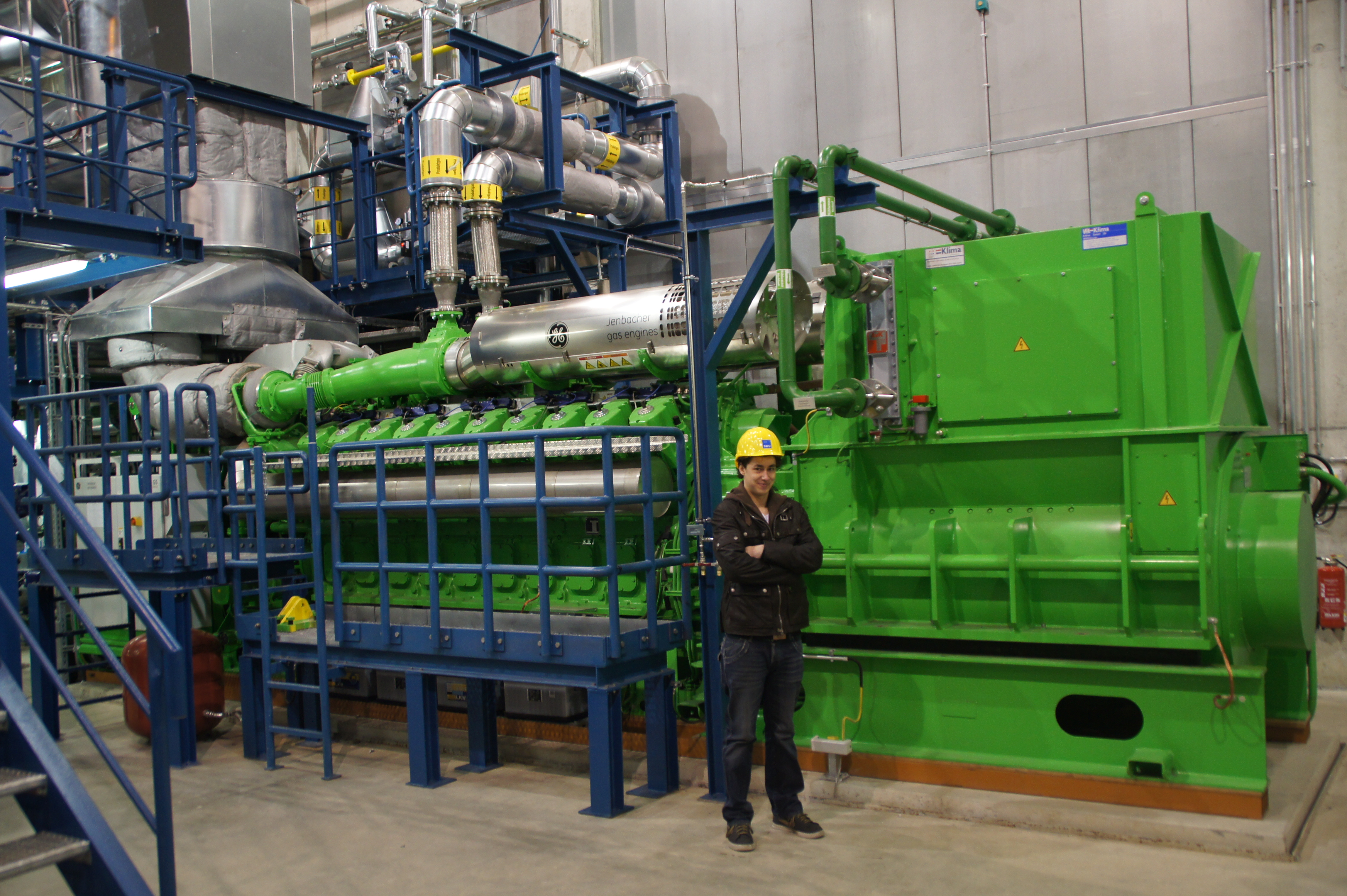
Motor de gas para la generación de energía eléctrica

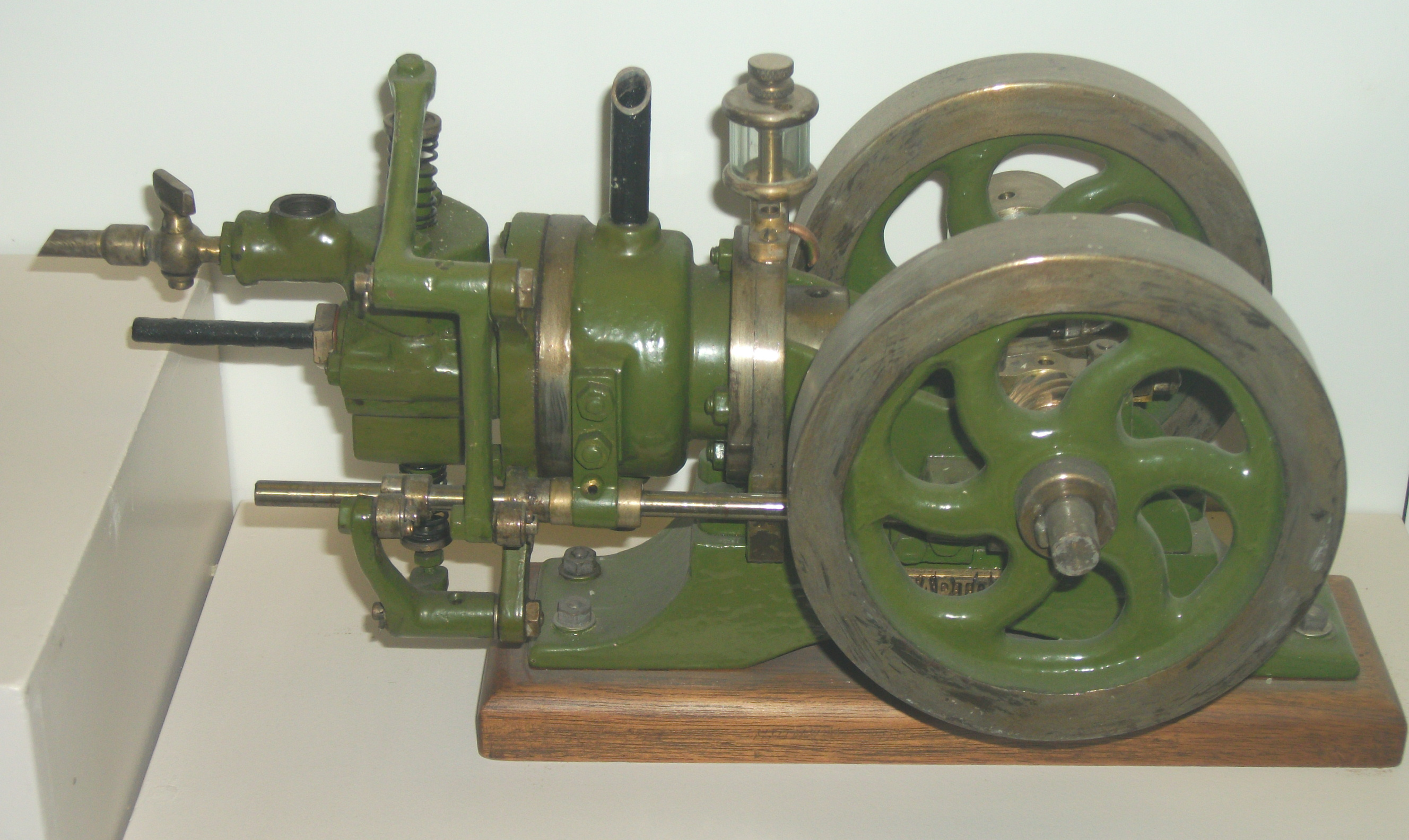
Modelo de un motor de gas Hartop tipo S

Un motor de gas es un motor de combustión interna que funciona con un combustible gaseoso, como gas de carbón, gas pobre, biogás, gas de vertedero o gas natural. En el Reino Unido, el término no es ambiguo. En los Estados Unidos, debido al uso generalizado de "gas" como abreviatura de gasolina, dicho motor también podría denominarse como motor de combustible gaseoso, motor de gas natural o motor encendido por chispa.
En general, el término motor de gas se refiere a un motor en el ámbito de la industria pesada capaz de funcionar continuamente a plena carga durante períodos cercanos a las 8.760 horas por año, a diferencia de un motor de automóvil de gasolina, que es ligero, de alta velocidad y generalmente funciona no más de 4.000 horas en toda su vida útil. La potencia típica varía de 10 kW (13 hp) a 4 MW (5.364 hp).

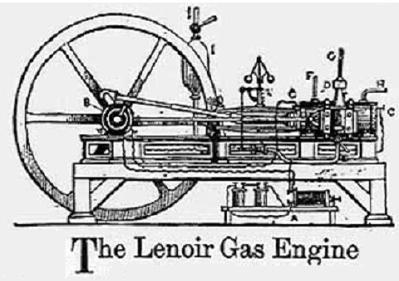
Motor de gas Lenoir, 1860.

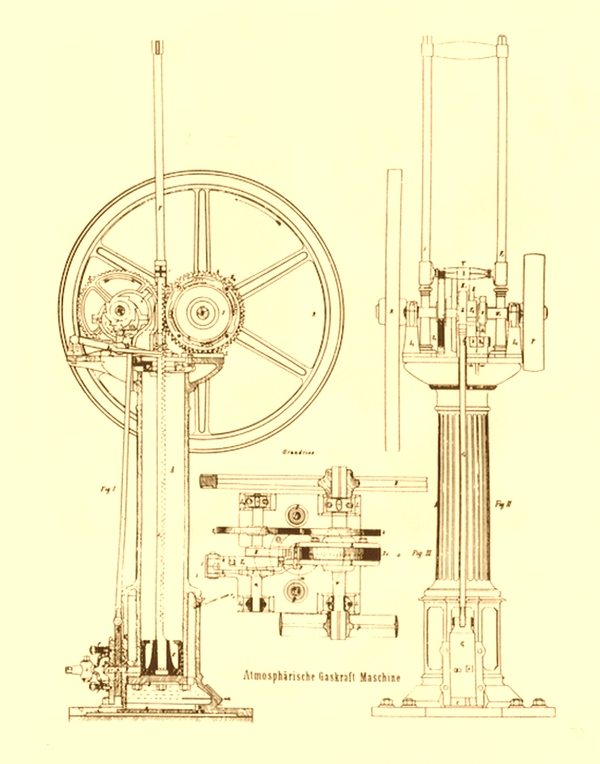
Motor de gas Otto-Langen, 1867.

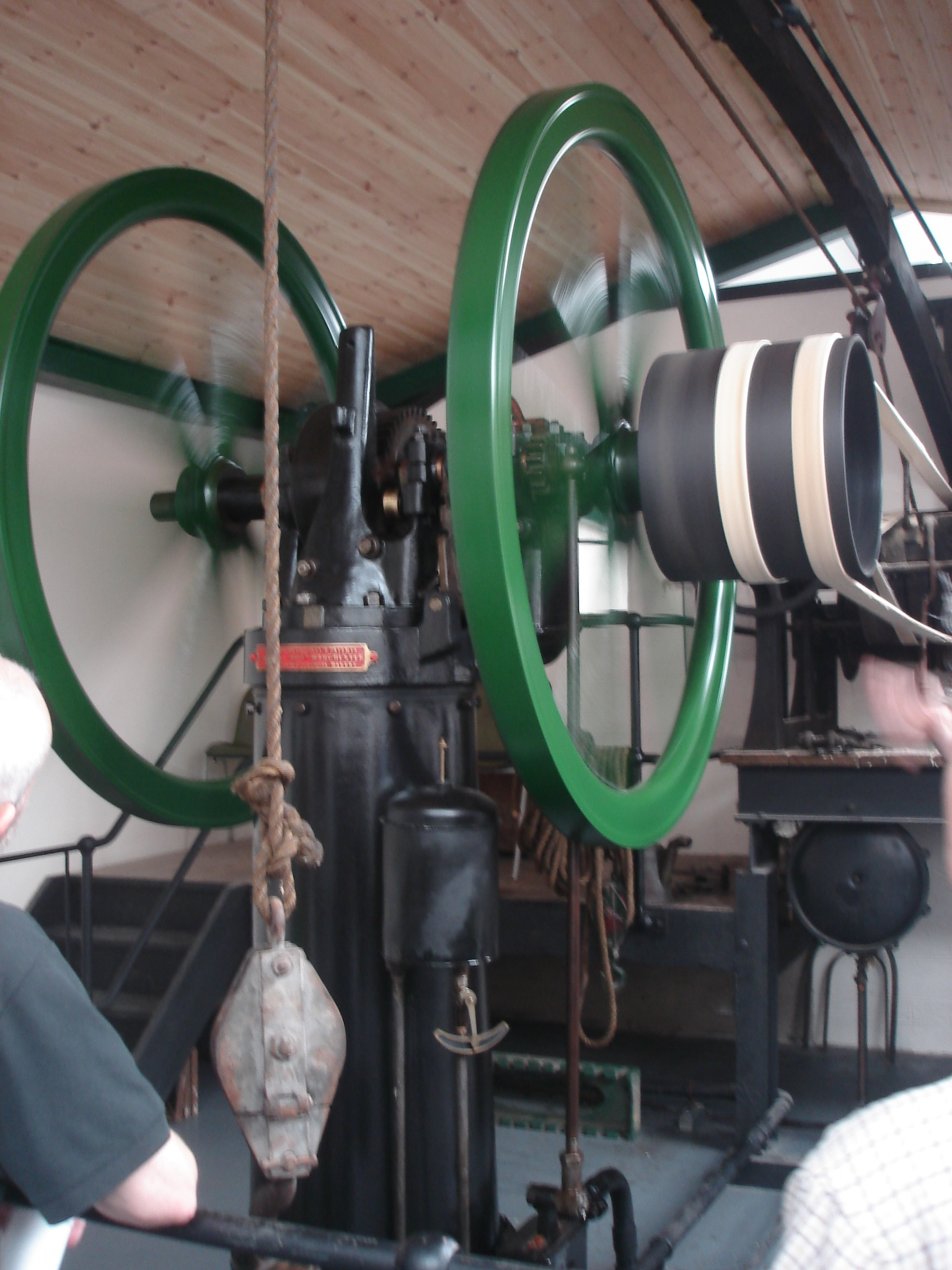
Motor atmosférico Crossley de gas con 3 CV de potencia en el Anson Engine Museum.

### Lenoir
Hubo muchos experimentos con motores de gas en el siglo XIX, pero el primer motor de combustión interna con combustible de gas fue construido por el ingeniero belga Étienne Lenoir en 1860. Sin embargo, el motor Lenoir poseía una baja potencia y un alto consumo de combustible.

### Otto y Langen
El trabajo de Lenoir fue investigado y mejorado por el ingeniero alemán Nikolaus August Otto, quien más tarde inventaría el primer motor de 4 tiempos para quemar combustible de manera eficiente directamente en una cámara de pistón. En agosto de 1864, Otto conoció a Eugen Langen, un técnico muy capacitado que vislumbró el potencial del motor desarrollo por Otto, y un mes después de la reunión, fundó la primera fábrica de motores del mundo, NA Otto & Cie, en Colonia. En 1867, Otto patentó su diseño mejorado y recibió el Gran Premio en la Exposición Mundial de París de 1867. Este motor atmosférico funciona mezclando gas y aire en un cilindro vertical. Cuando el pistón ha aumentado aproximadamente ocho pulgadas, la mezcla de gas y aire se prende por una pequeña llama piloto que se quema en el exterior, lo que fuerza al pistón (que está conectado a una cremallera) hacia arriba, creando un vacío parcial debajo de él. Sin embargo, no se trabaja en el trazo ascendente, sino que el trabajo se realiza cuando el pistón y la cremallera descienden bajo los efectos de la presión atmosférica y su propio peso, girando el eje principal y los volantes a medida que caen. Su ventaja sobre la máquina de vapor existente era su capacidad para arrancarse y detenerse a voluntad, lo que la hacía ideal para trabajos intermitentes como la carga y descarga de barcazas.

### El motor de cuatro tiempos
El motor de gas atmosférico fue a su vez reemplazado por el motor de cuatro tiempos de Otto. El cambio a motores de cuatro tiempos fue notablemente rápido, siendo fabricados los últimos motores atmosféricos en 1877. Los motores de combustible líquido pronto siguieron usando diésel (alrededor de 1898) o gasolina (alrededor de 1900).

### Crossley
El fabricante más conocido de motores de gas en el Reino Unido fue Crossley, una compañía de Mánchester, que en 1869 adquirió los derechos de las patentes de Otto y Langden para el nuevo motor de gas atmosférico tanto en el Reino Unido como en el resto del mundo, exceptuando Alemania. En 1876 también adquirieron los derechos del motor de Otto de cuatro tiempos, mucho más eficiente.

### Tangye
Existían otras empresas con sede en el área de Mánchester como Tangye Ltd., de Smethwick, cerca de Birmingham, la cual vendió su primer motor de gas de dos tiempos con 1 caballo de fuerza nominal en 1881. En 1890 la empresa comenzó la fabricación del motor de gas de cuatro tiempos.

### Preservación
El Museo del Motor de Anson en Poynton, cerca de Stockport, Inglaterra, tiene una colección de motores que incluye varios motores de gas en funcionamiento, incluido el motor atmosférico más grande jamás creado, desarrollado por Crossley.

## Fabricantes actuales
Entre los fabricantes de motores de gas actuales cabe destacar Hyundai Heavy Industries, Rolls-Royce con Bergen-Engines AS, Kawasaki Heavy Industries, Liebherr, MTU Friedrichshafen, GE Jenbacher, Caterpillar Inc., Perkins Engines, MWM, Cummins, Wärtsilä, GE Energy Waukesha, Guascor Power, Deutz, MTU, MAN, Scania, Fairbanks Morse, Doosan y Yanmar. La producción varía de aproximadamente 10 kW (13 hp) micro CHP [calor y potencia combinados] a 18 MW (24.000 hp). En términos generales, el motor de gas moderno de alta velocidad es muy competitivo incluso con turbinas de gas de hasta 50 MW (67.000 hp) dependiendo de las circunstancias, y los mejores son mucho más eficientes en gasto de combustible que las turbinas de gas. Rolls-Royce con los motores Bergen, Caterpillar, y muchos otros fabricantes basan sus productos en un bloque de motor diesel y un cigüeñal. GE Jenbacher y Waukesha son las dos únicas empresas cuyos motores están diseñados y dedicados exclusivamente al gas.

## Aplicaciones comunes

### Estacionarias
Las aplicaciones más comunes se basan en esquemas de carga base o de alta generación, que incluyen calor y energía combinados. Para ver cifras de rendimiento habituales consultar gas de vertedero, gas de minería, gas de pozos petrolíferos y biogás, donde el calor residual del motor puede usarse para calentar los digestores. Para ver los parámetros más comunes en la instalación de un motor de biogás, ver. Para los parámetros de un sistema CHP de motor de gas grande, tal como está instalado en una fábrica, ver. Los motores de gas rara vez se usan para aplicaciones de reserva, las cuales siguen siendo en gran medida competencia de los motores diesel. Una excepción a esto es el pequeño generador de emergencia (<150 kW) que a menudo se instala en granjas, museos, pequeñas empresas y residencias. Conectado al gas natural de la empresa de servicios públicos o al propano de los tanques de almacenamiento en el sitio, estos generadores se pueden organizar para el arranque automático cuando se produce un fallo de alimentación.

### Transporte
Los motores de gas natural (GNL) se están introduciendo cada vez más en el mercado marino, ya que el motor de gas pobre puede cumplir con los nuevos requisitos de emisiones sin ningún tratamiento adicional de combustible o sistemas de limpieza de escape. El uso de motores que funcionan con gas natural comprimido (GNC) también está creciendo en el sector de los autobuses, como por ejemplo los Reading Buses en el Reino Unido. El uso de autobuses de gas es apoyada por la Gas Bus Alliance y por los fabricantes, incluyendo Scania AB.

## Uso de gases de metano o propano
Dado que el gas natural (metano) ha sido durante mucho tiempo un combustible limpio, económico y fácilmente disponible, muchos motores industriales han sido diseñados o modificados para usar gas, en lugar de gasolina. Aunque la huella de emisión de carbono no difiere significativamente, su operación produce una contaminación de hidrocarburos menos compleja y los motores tienen menos problemas internos. Un ejemplo es el motor de gas licuado de petróleo (propano) utilizado en un gran número de carretillas elevadoras. El uso común de "gas" en Estados Unidos para referirse a la "gasolina" requiere la identificación explícita de un motor de gas natural. (También existe la "gasolina natural", pero este término, que se refiere a un subconjunto de condensados de gas natural, rara vez se utiliza fuera de la industria de refinería). 

## Detalles técnicos

### Mezcla de combustible y aire
Un motor de gas difiere de un motor de gasolina en la forma en que se mezclan el combustible y el aire. Un motor de gasolina usa un carburador o inyector de combustible, pero un motor de gas suele utilizar un sistema de venturi para introducir gas en el flujo de aire. Los primeros motores de gas usaban un sistema de tres válvulas, con válvulas de entrada separadas para aire y gas.

### Válvulas de escape
El punto débil de un motor de gas en comparación con un motor diesel son las válvulas de escape, ya que los gases de escape del motor de gas están mucho más calientes para una salida dada, y esto limita la generación de potencia. Por lo tanto, un motor diesel de un fabricante determinado generalmente tendrá una potencia máxima más alta que el mismo tamaño de bloque de motor en la versión de motor de gas. El motor diesel generalmente tendrá tres clasificaciones diferentes: Standby, Prime y Continuous, (Reino Unido, clasificación de 1 hora, clasificación de 12 horas y clasificación continua), mientras que el motor de gasolina generalmente solo tendrá una clasificación continua, que será menor que la calificación continua de diesel.

### Ignición
Se han utilizado varios sistemas de encendido, incluidos la ignición por tubo caliente y el encendido por chispa. La mayoría de los motores de gas modernos son esencialmente motores de combustible dual. La principal fuente de energía proviene de la mezcla de gas y aire, pero se enciende mediante la inyección de un pequeño volumen de combustible diésel.

## Balance energético

### Eficacia térmica
Los motores de gas que funcionan con gas natural suelen tener una eficiencia térmica del 35-45% (base LHV). A partir del año 2018, los mejores motores pueden lograr una eficiencia térmica de hasta el 50% (base LHV). Estos motores de gas suelen ser motores de velocidad media tipo Bergen. La energía del combustible se genera en el eje de salida y el resto aparece como calor residual. Los motores grandes son más eficientes que los motores pequeños. Los motores de gas que funcionan con biogás suelen tener una eficiencia ligeramente inferior (~ 1-2%) y el gas de síntesis reduce aún más la eficiencia. El reciente motor J624 de GE Jenbacher es el primer motor de gasolina de 24 cilindros con alta eficiencia del mundo que funciona con metano.
Al analizar la eficiencia del motor, se debe considerar si esto se basa en el valor de calentamiento más bajo (LHV) o en el valor de calentamiento más alto (HHV) del calor de combustión del gas. Los fabricantes de motores generalmente citan las eficiencias basadas en el menor valor de calentamiento del gas, es decir, la eficiencia después de que se haya tomado energía para evaporar la humedad intrínseca dentro del gas. Las redes de distribución de gas generalmente se cargarán en función del mayor valor de calentamiento del gas (es decir, el contenido de energía total). Una eficiencia del motor cotizada basada en LHV podría ser del 44%, mientras que el mismo motor podría tener una eficiencia del 39.6% basada en HHV en gas natural. También es importante garantizar que las comparaciones de eficiencia sean similares. Por ejemplo, algunos fabricantes tienen bombas de accionamiento mecánico, mientras que otros usan bombas de accionamiento eléctrico para impulsar el agua de enfriamiento del motor, y el uso eléctrico a veces puede ignorarse, lo que da una eficiencia aparente falsamente alta en comparación con los motores de accionamiento directo.

### Calor y potencia combinados
El calor generado por el motor se puede usar para calentar edificios o calentar un proceso. En un motor, aproximadamente la mitad del calor residual surge (de la cubierta del motor, del circuito de enfriamiento del aceite y del circuito de enfriamiento posterior) como agua caliente que puede alcanzar hasta los 110 °C. El resto surge como calor a alta temperatura que puede generar agua caliente a presión o vapor mediante el uso de un intercambiador de calor de gases de escape.

### Enfriamiento del motor
Los dos tipos de motor más comunes son el motor refrigerado por aire o el motor refrigerado por agua. En la actualidad, el agua refrigerada utiliza anticongelante en el motor de combustión interna.
Algunos motores (aire o agua) tienen un enfriador de aceite adicional.
Se requiere enfriamiento para eliminar el exceso de calor, ya que el sobrecalentamiento puede causar fallas en el motor, generalmente por desgaste, grietas o deformaciones.

### Cálculo del consumo de gas
La fórmula muestra el requisito de flujo de gas de un motor de gas en condiciones normales a pleno rendimiento.
| Símbolo | Nombre                                  |
| ------- | --------------------------------------- |
| Q       | Flujo de gas en condiciones normales    |
| P       | Potencia del motor                      |
| η       | Eficiencia mecánica                     |
| LHV     | Valor de calentamiento más bajo del gas |

## Galería de motores de gas históricos

Motores de Gas Históricos
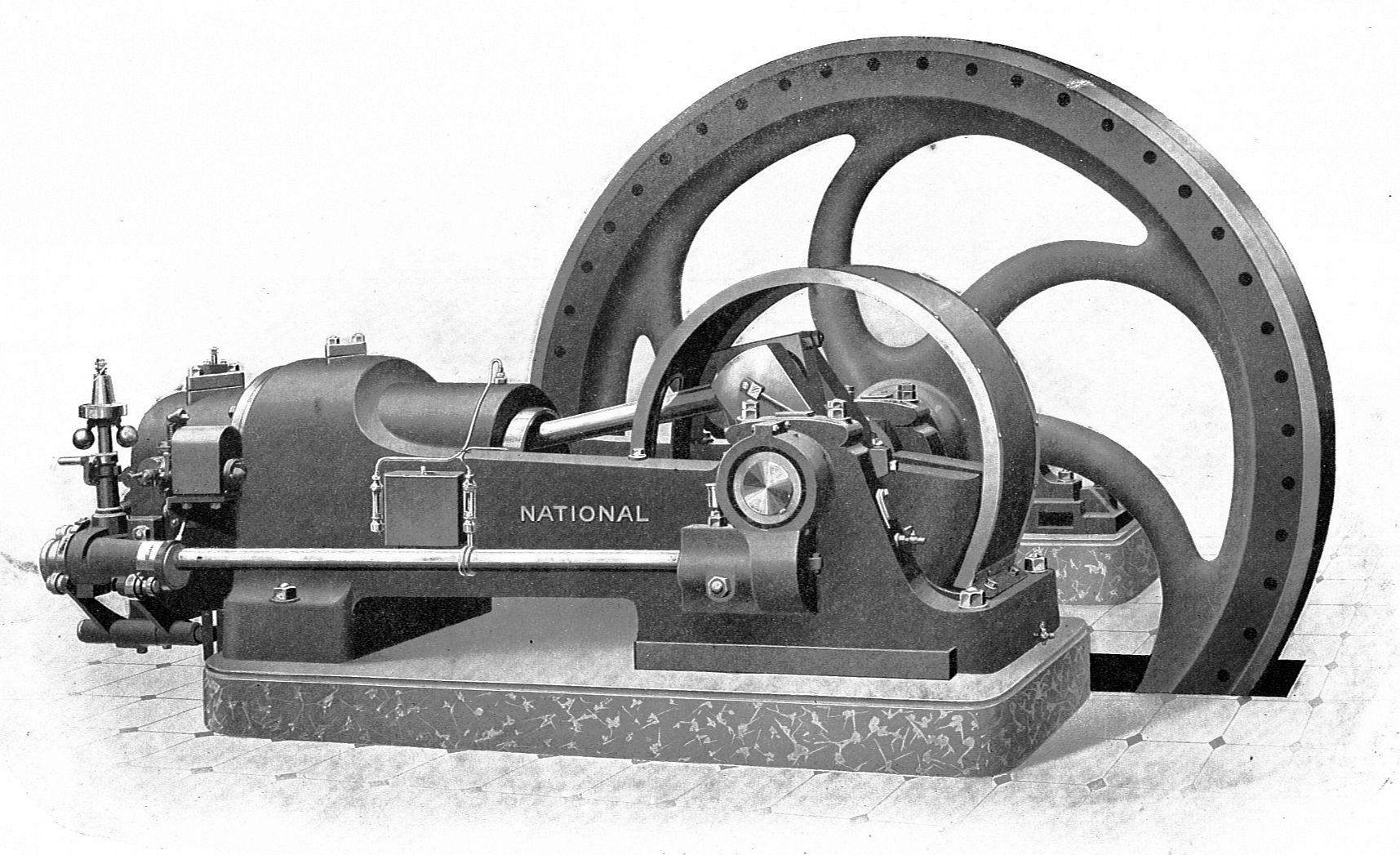
1905 National company's ordinary gas engine of 36 hp
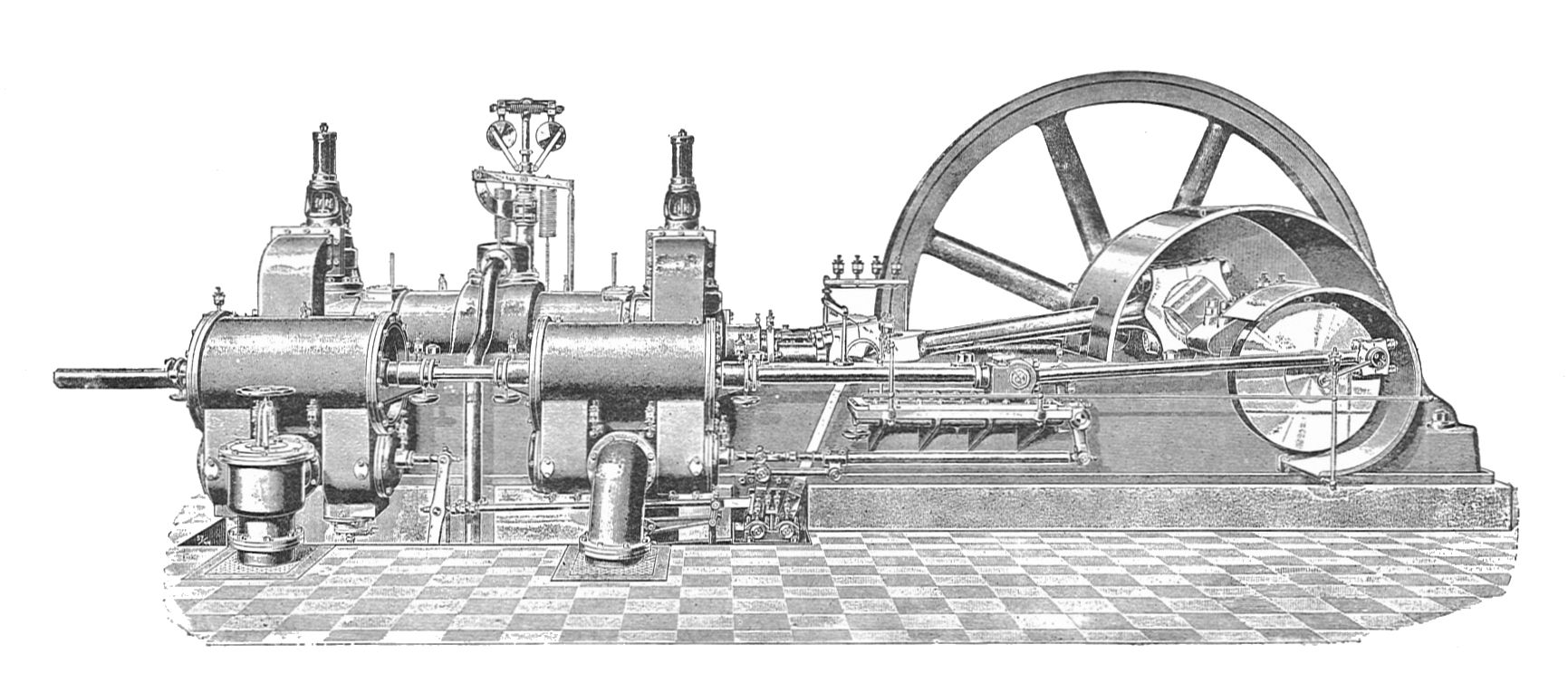
1903 Motor de gas Körting
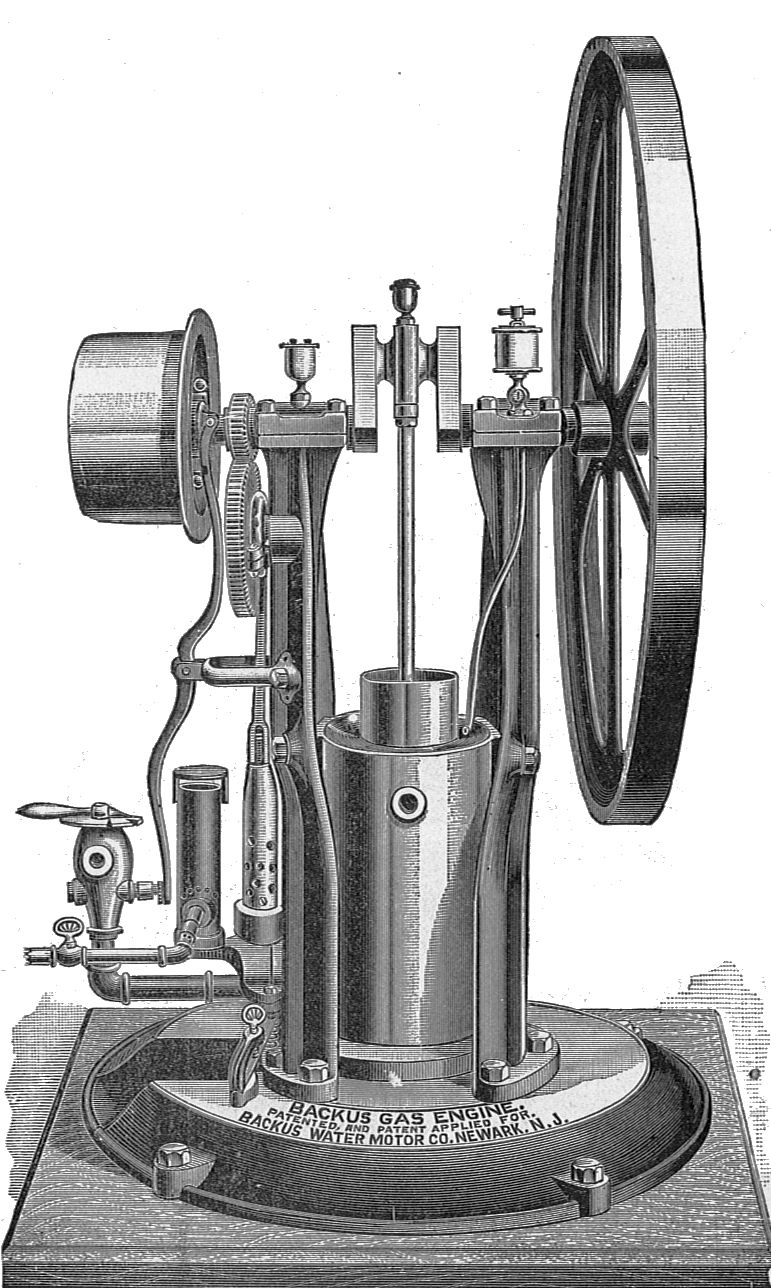
Motor de gas Backus íntegro
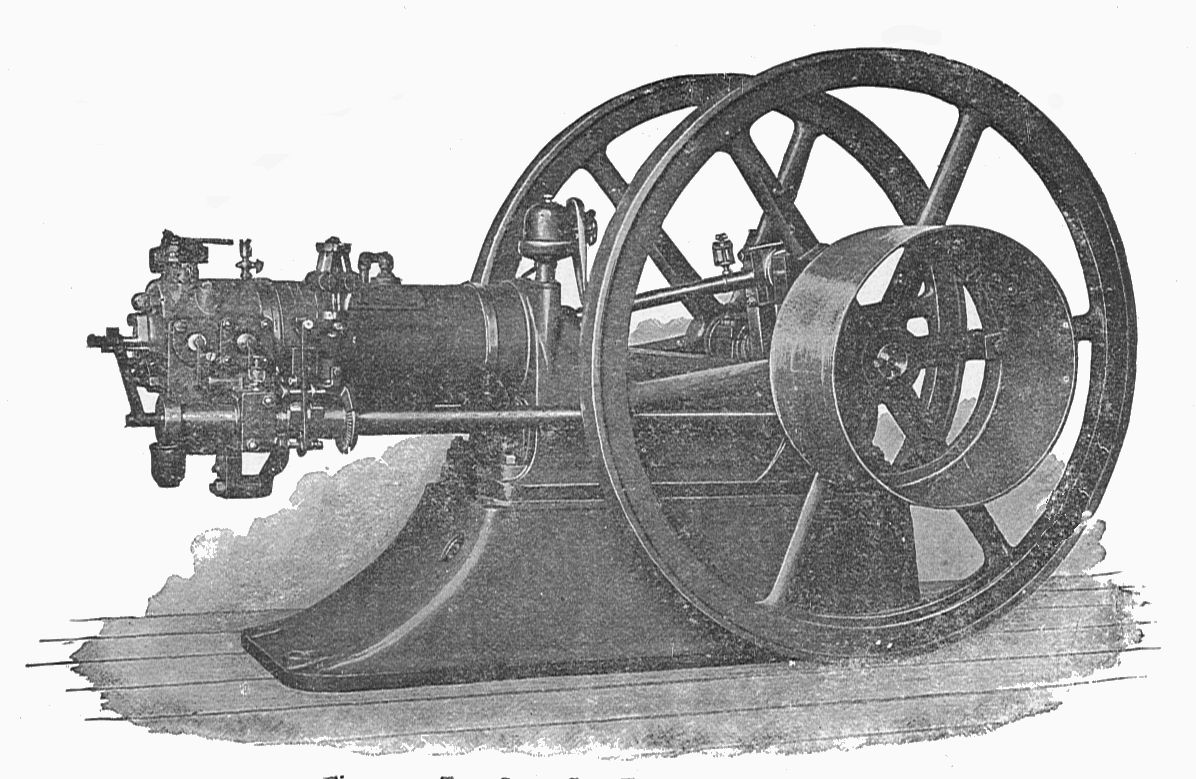
Motor de gas Otto horizontal
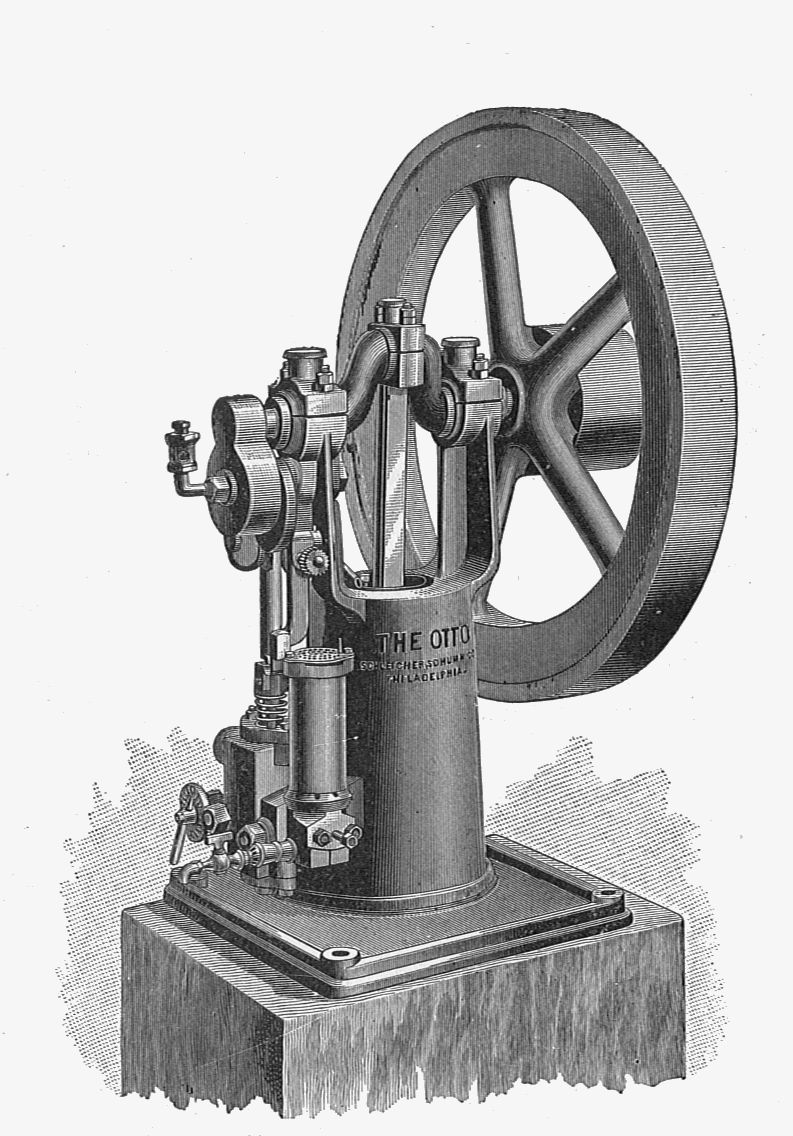
Motor de gas Otto vertical
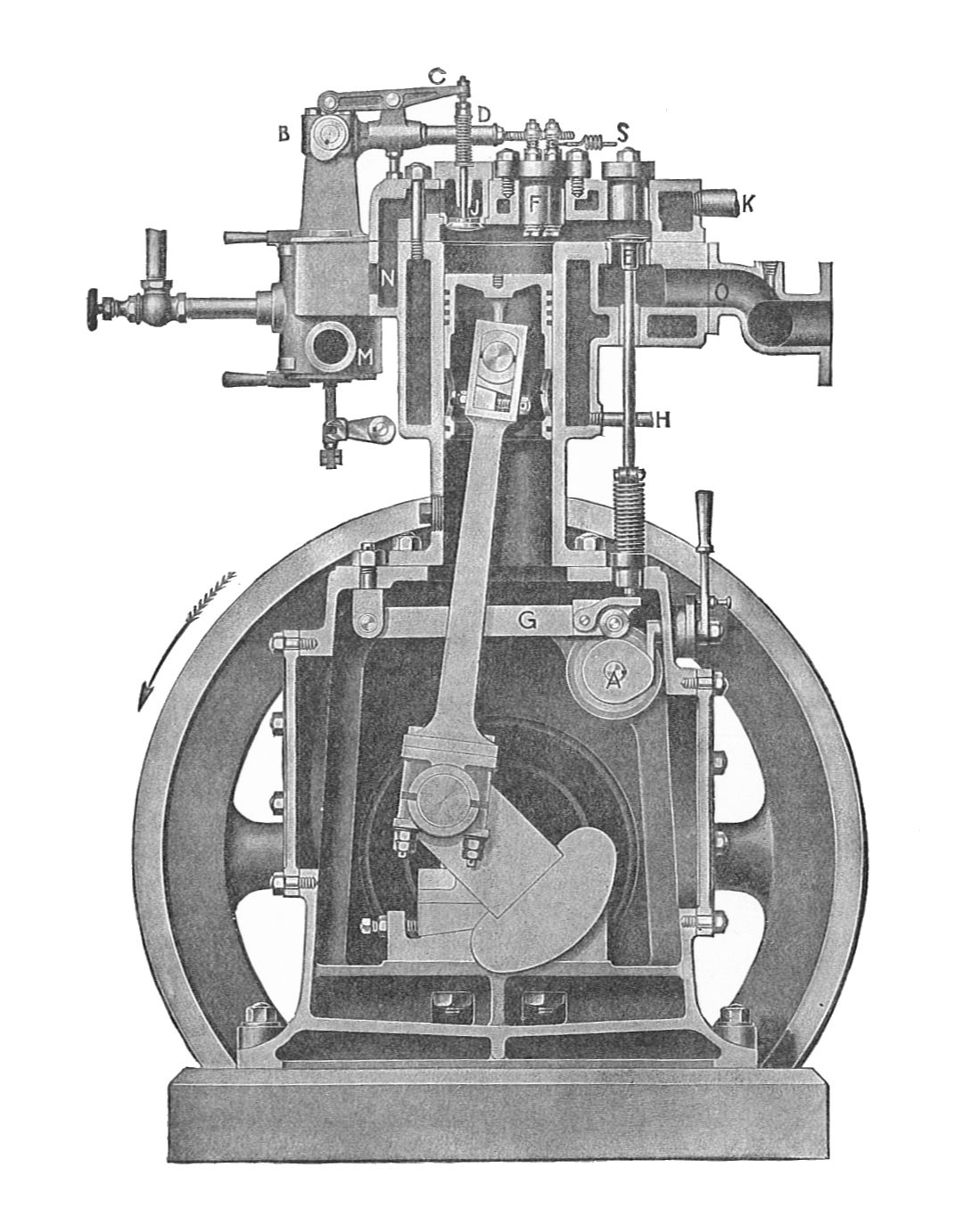
Motor de gas Westinghouse
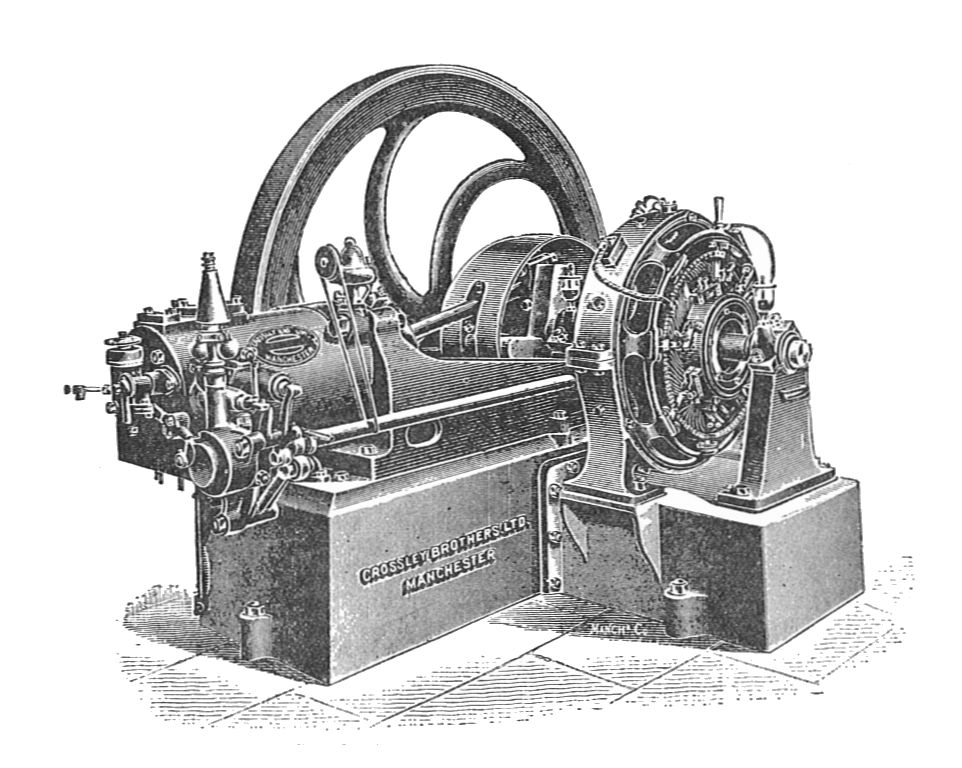
Motor de gas Crossley con dinamo
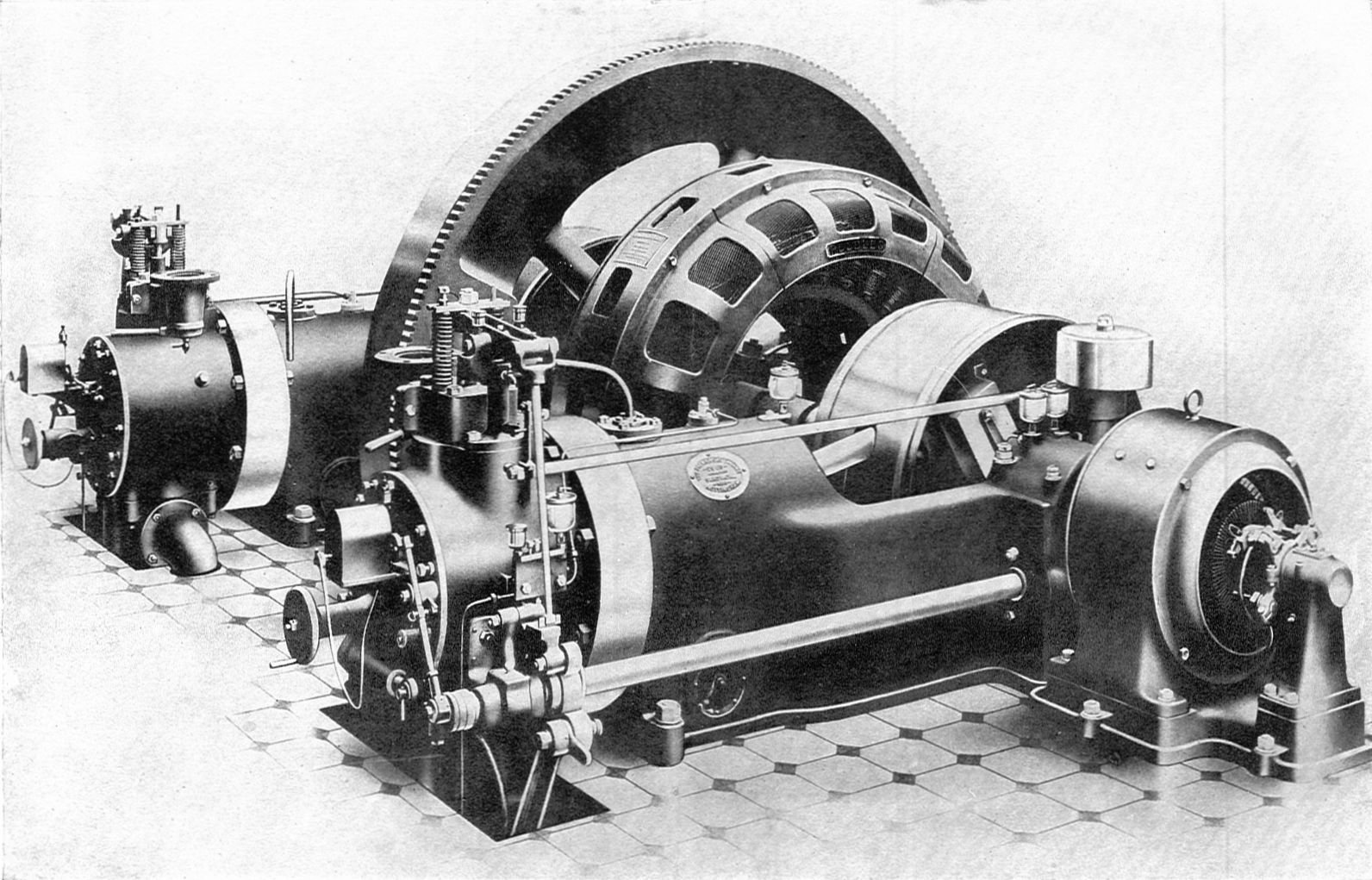
Motor de gas gemelo Premier en una planta de generación eléctrica
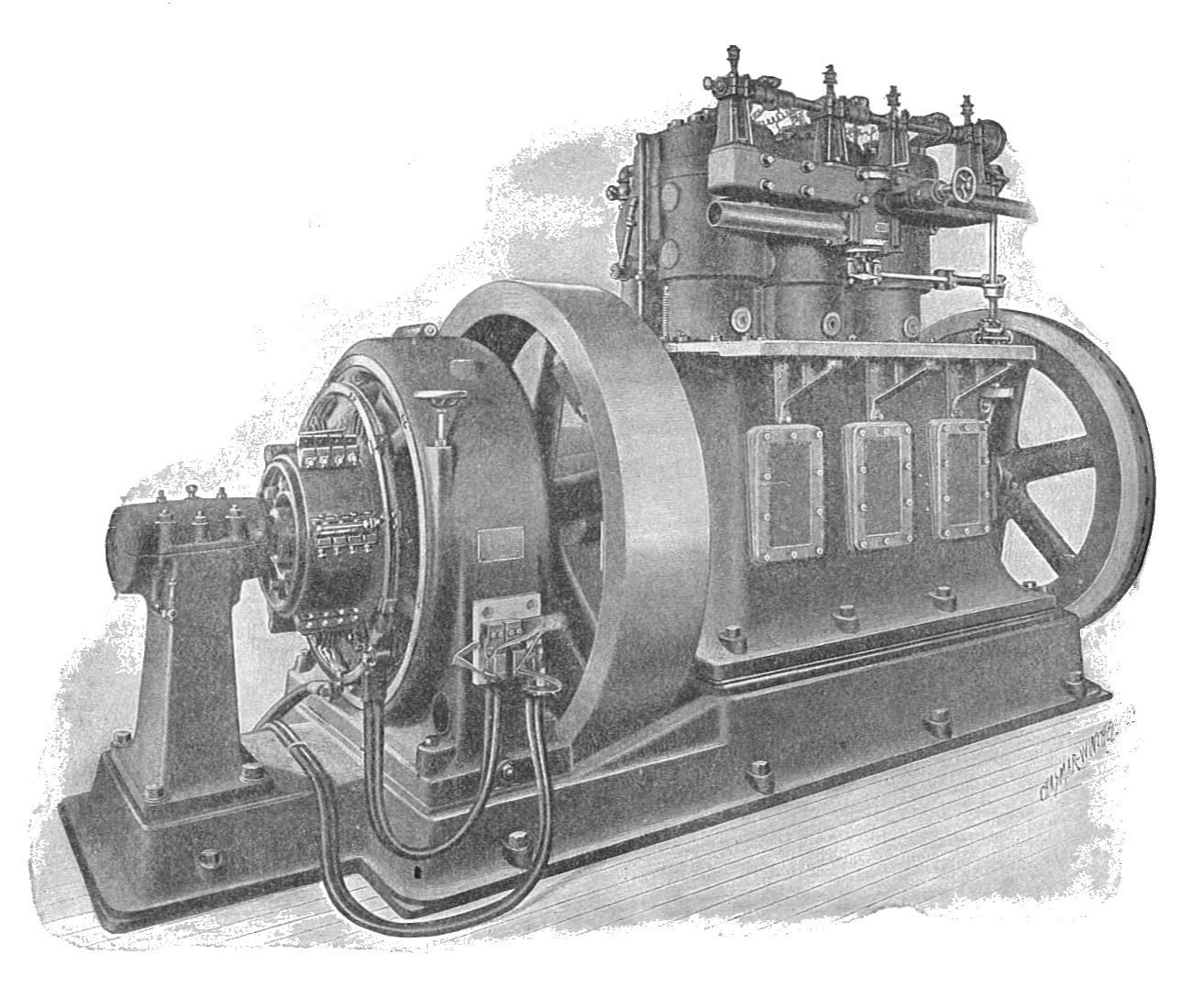
Motor de gas de 125 CV con dinamo
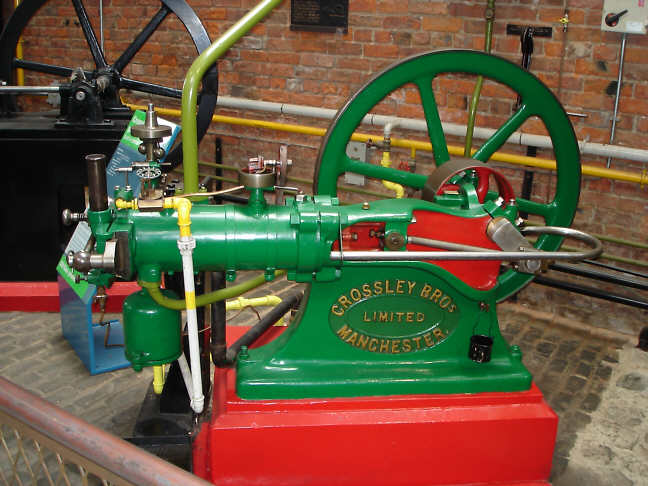
Motor Crossley Brothers Ltd., No. 1, (1886), 4.5 CV monocilíndrico de 4 tiempos, 160 rpm
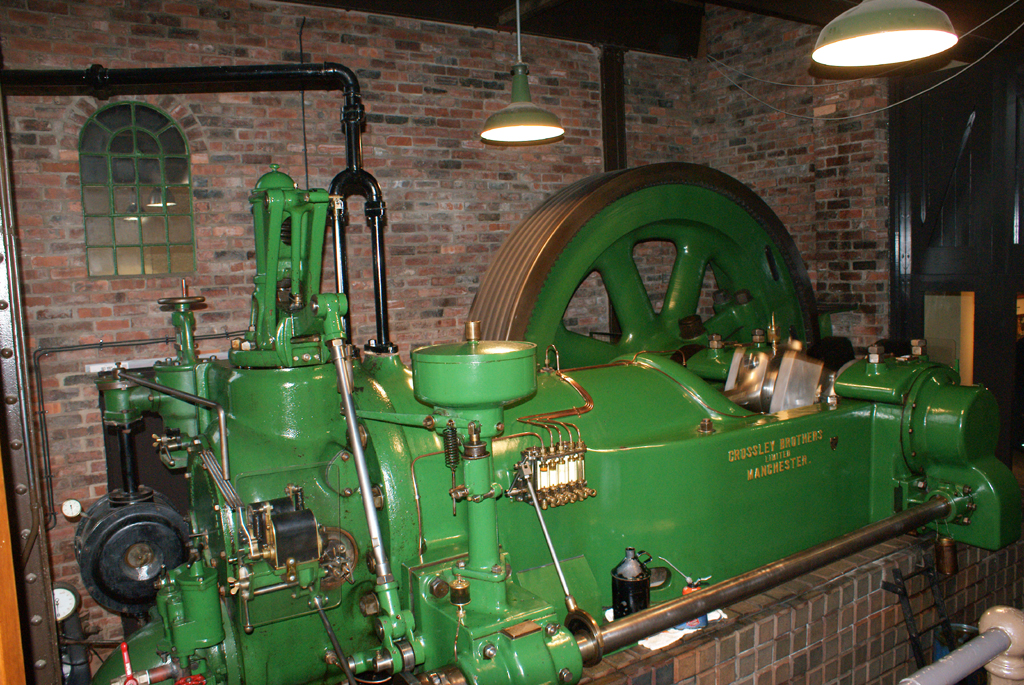
Motor de gas Crossley (tipo GE130 No75590) (1915), 150 CV
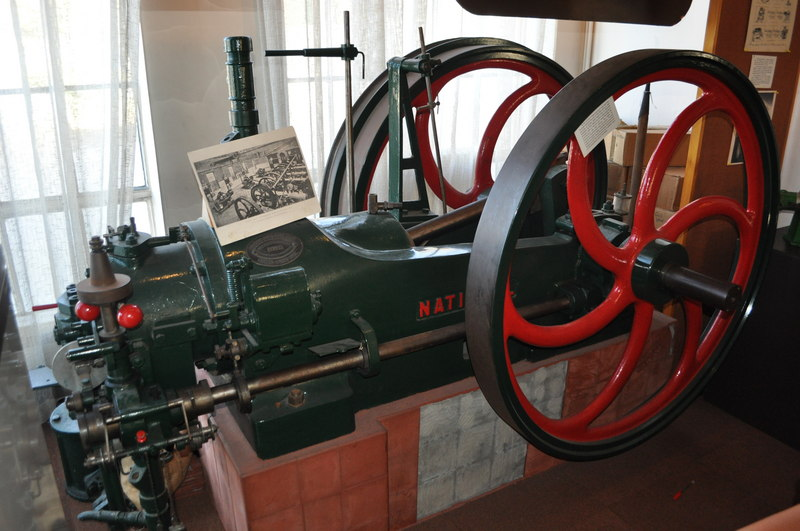
Motor de gas National
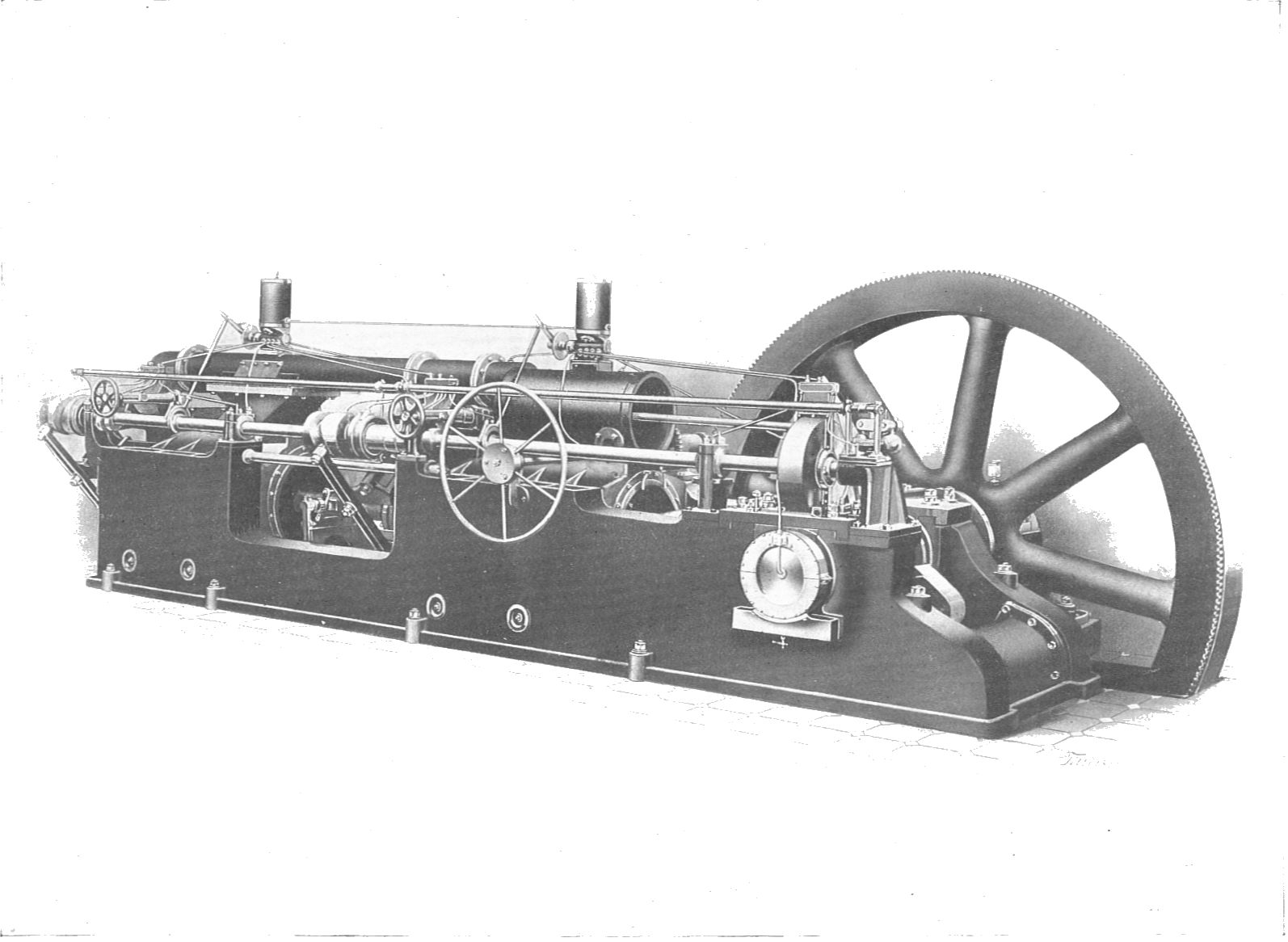
Motor de gas en tándem Premier de barrido con alta potencia
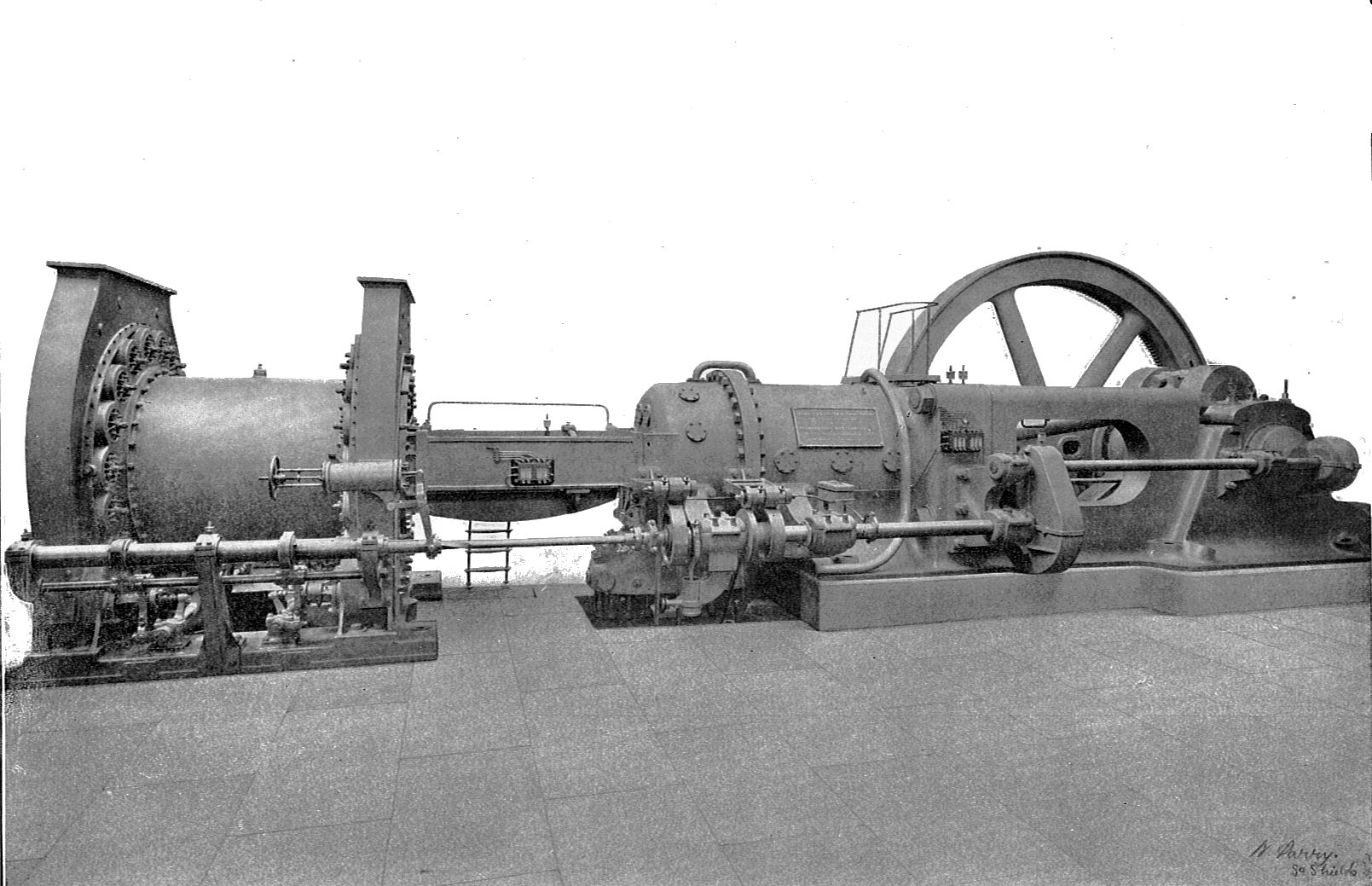
Motor de gas de explosión con cilindro soplado
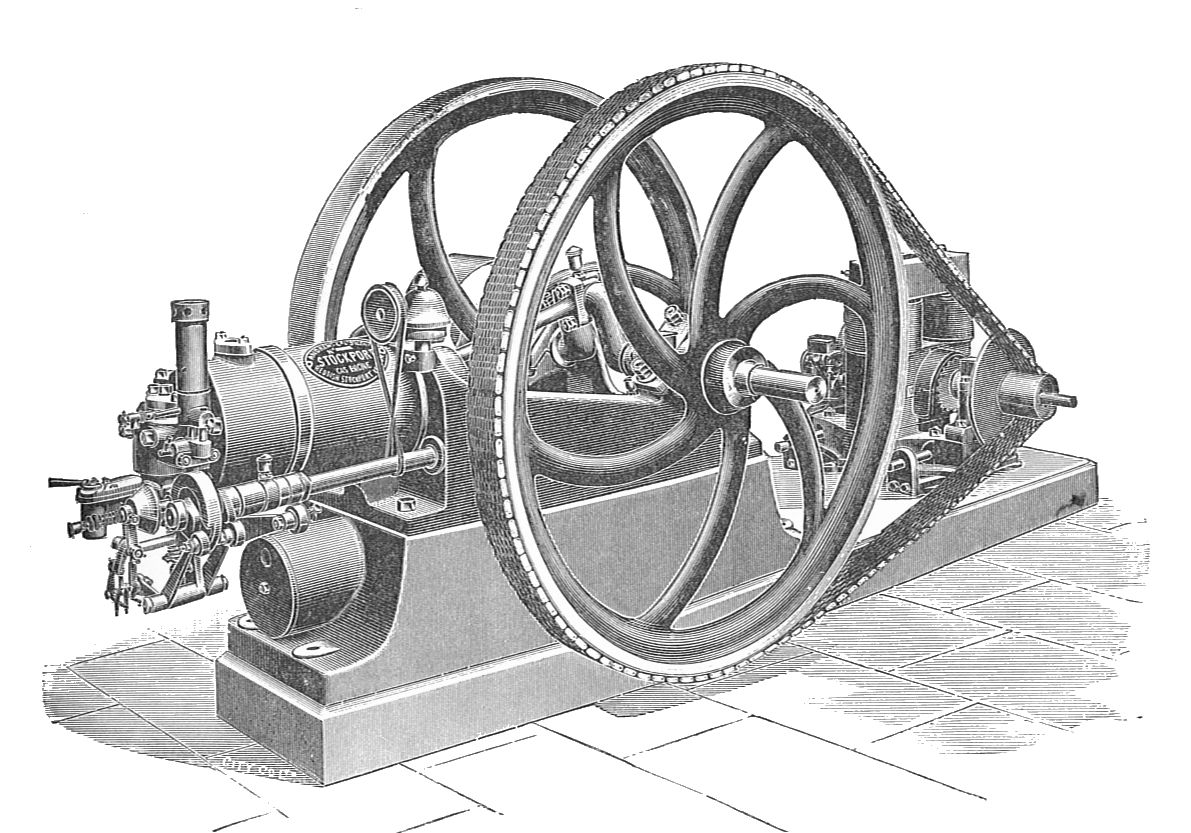
Motor de gas Stockport con dinamo accionada por poleas